# T-60坦克
T-60輕型戰車是蘇聯於1941年至1942年期間生產的輕型戰車。共有超過6,292輛T-60被生產了出來。該戰車用來取代老舊的T-38兩棲侦察戰車。T-60的基礎設計工作僅花了15天的時間就完成。再加上报送上级审批和根据意见修改定型，总计也就一个月的时间即量产。

## 設計
尼古拉斯·阿斯特羅夫（Nicholas Astrov）在莫斯科的以格里戈里·康斯坦丁诺维奇·奥尔忠尼启则命名的第37號工廠設計團隊於1938年被命令設計兩棲與非兩棲的侦察戰車，它們很快地做出了T-30A和T-30B兩輛原型車。前者於1940年作為T-40兩棲戰車量产，同時也衍生出了T-40S（sukhoputniy，指「旱地」的版本），該車為較重型且被認為過於複雜，難以大規模生產。T-30B原型車則是共用了T-40的底盤，但其在低廉的造价以及较短的生产工时且擁有較厚重的裝甲，因此作為T-60戰車被軍方所接受，並剛好在德國入侵後—1941年7月開始生產。
T-60计划生产10,000辆以上，以填补战争初期苏联戰車兵的巨大装备损失。起初計畫將該車搭載如T-40的12.7公釐機槍，根本无法对抗德国戰車。戰車工业人民委员维亚切斯拉夫·亚历山德罗维奇·马雷舍夫（V.A. Malyshev）的建議下，升級換裝為20公釐的TNSh砲，这是航空机砲ShVAK的戰車版。這種武器可以在500公尺的距離內貫穿15公釐厚的垂直裝甲。然而不足以對抗德國1942年的改良型戰車，因而打算將T-60的武裝再度強化為37公釐ZIS-19砲，但由於蘇聯37公釐彈藥不足而作罷。1942年夏季设计出装备45毫米主砲的砲塔。随着更先进的T-70以及T-80轻型戰車诞生，T-60戰車只生产了6200多辆。
T-60也作為T-90防空戰車開發的實驗底盤。但此方案被轉移到T-70戰車上，最後計畫取消，沒有進行生產。

## 技术特性
重5.8吨，一门20毫米TNSh型速射砲，一挺7.62毫米机枪。车组2人。装甲厚度6-20毫米，戰車兵称它为“埋葬两个兄弟的铁棺材”。一台70马力发动机，很容易淤陷，必须用绳子拽出来。最大时速44公里，越野时速22公里。车身高1.75米。

## 型号家族

### T-60
為最初的型號，以T-40採用的車體改良，原先的兩棲通用特性被廢除，改裝空用22公釐機砲。

### T-60A
為1942年型，車前方裝甲增強至35公釐，車輪由原本的輪輻型改為圓盤型。

### 滑翔戰車

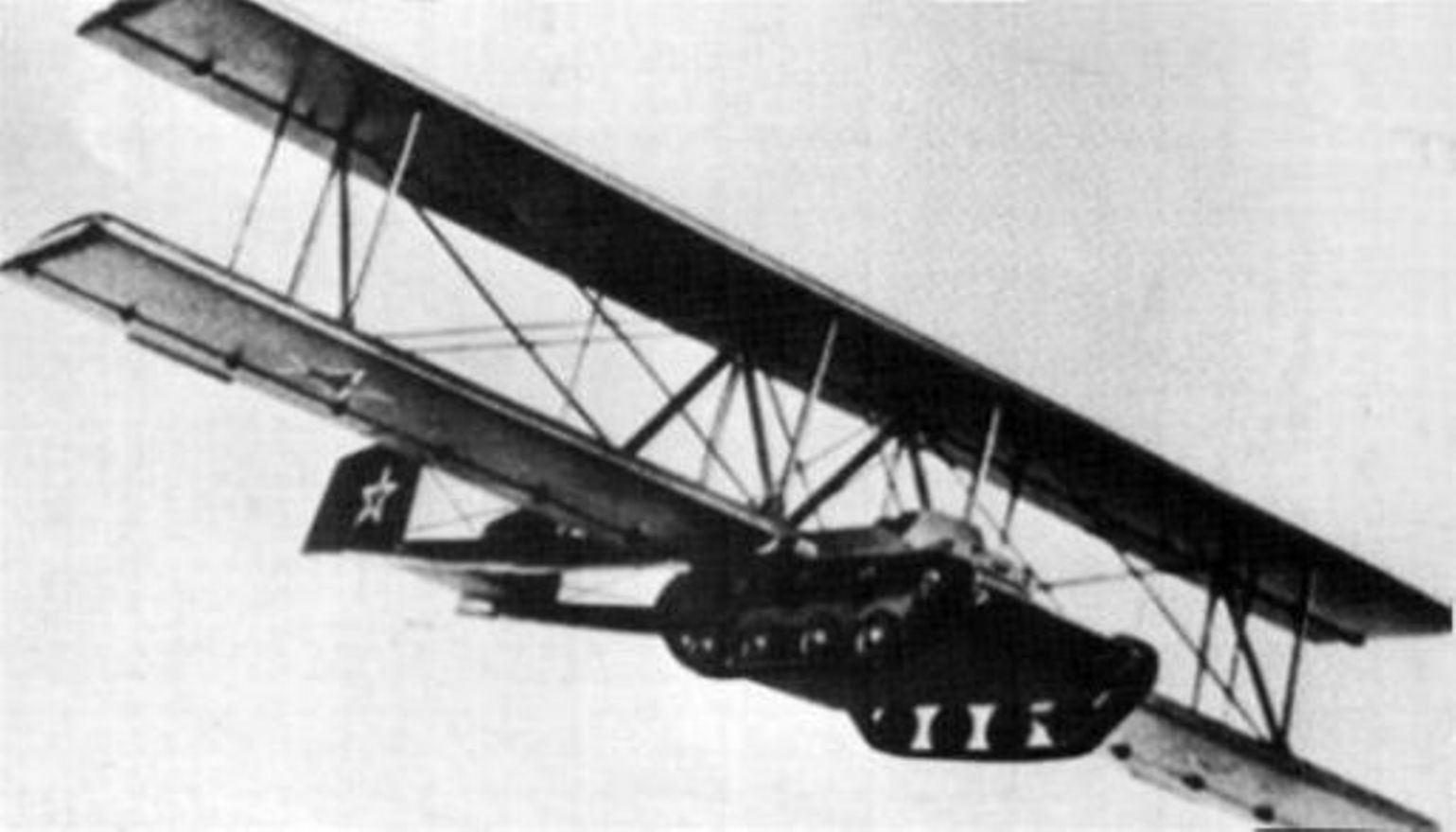
A-40戰車

T-60戰車於1942年被測試改裝為滑翔機，並設計由Pe-8或TB-3轟炸機進行拖曳投放，以提供德佔蘇聯境內的游擊隊輕裝甲武力。該戰車為了空用而將其輕量化，包括卸除武裝、彈藥、車頭燈和僅保留極少的油料。然而，即使是經過改良的TB-3轟炸機，因為該戰車本身空氣動力學設計極差，使TB-3在唯一一次投放戰車的飛行試驗中就必須迫降，以防止墜毀。由於缺乏足夠動力的飛機來拖曳該戰車，此計畫後來被取消，再也沒被提起。

### TACAM T-60驅逐戰車
二戰時，羅馬尼亞軍以34輛繳獲的T-60戰車進行改裝，成了1943年時推出的TACAM T-60驅逐戰車。絕大多數都在羅馬尼亞於1944年8月倒戈至同盟國後被蘇聯接收。

## 資料來源
1. ↑  Zaloga 1984, p 116.
2. ↑  Russian Tanks of World War II Stalin's Armored Might, by Tim Bean & Will Fowler, 2002
3. ↑  .   [2010-08-12]. （原始内容存档于2009-08-23）.
4. ↑  Russian Tanks and Armored Vehicles 1917-1945, by Wolfgang Fleischer, 1999
5. ↑  Желтов И. Г. и др. Советские малые и лёгкие танки 1941—1945 гг
6. 1 2  Airfix Magazine Guide 22 Russian Tanks of World War 2, John Milsom and Steve Zaloga, 1977
7. ↑  The Osprey Encyclopedia of Russian Aircraft 1875-1995. London: Osprey